# Mariam Stepanyan
Mariam Stepanyan (Erevan, 22 settembre 1989) è un'allenatrice di calcio ed ex calciatrice armena, principalmente nel ruolo di difensore.
Nacque a Erevan nel 1989. Nella stagione 2019-2020 ha giocato per Nazionale di calcio dell'Armenia..In precedenza faceva parte della squadra di pallamano femminile, sempre per la nazionale armena. Ha iniziato a giocare a calcio per il FC Banants. Ha vinto per due volte il campionato della lega armena con il FC Banants, e due volte con lo Erevan FC G.M. ricevendo il titolo di miglior difensore della stagione. Per diversi anni è stata una delle calciatrici più rappresentative della Nazionale femminile armena.

## Carriera arbitrale
Nel 2009 segue corsi formativi di due anni presso l'istituto statale di cultura fisica armena per diplomarsi arbitro di calcio del campionato armeno. Successivamente lavora come assistente arbitro nei campionati giovanili Under 14, 15, 16, 17, 19. Nel 2014 venne nominata assistente nelle partite internazionali ed inserita nella lista FIFA. La sua prima partita a livello internazionale è stata durante la partita Norvegia-Polonia 3-0 nel Campionato Europeo femminile di calcio Under 19, round di qualificazione - Gruppo 3. Il 12 aprile 2016 ha arbitrato la partita di qualificazione Euro 2017 femminile - Gruppo 2,  Montenegro-Finlandia. Nel 2016 dal 19 al 24 ottobre ha arbitrato nel Campionato Europeo femminile di calcio Under 19 Gruppo 10 di qualificazione nel corso delle partiteː  Paesi Bassi - Bulgaria 6-0 , Turchia - Bulgaria 3- 0 e Bulgaria - Moldavia 1-0.

## Carriera d’allenatrice
Ha iniziato assistendo la sua allenatrice Liana Hayrapetyan nel club armeno, Erevan L.H,   diventando in seguito assistente della Nazionale di calcio femminile dell'Armenia. Nel 2016, ha ricevuto il diploma quale miglior allenatore della divisione femminile della stagione autunnale. Nel 2016 a Erevan, ha iniziato a lavorare con la comunità collaborativa Coaches Across Continents. Nel dicembre del 2018 ha ottenuto la Licenza UEFA B per l'Armenia. Nell'estate del 2017 si è trasferita in Polonia iniziando la sua carriera di allenatrice di calcio. Nell'ottobre del 2018 ha ottenuto la Licenza UEFA A per l'Armenia. Attualmente è allenatrice dell’under 19 della squadra femminile dell’Alaškert Fowtbolayin Akowmb e assistente dell’under 17 della nazionale femminile Armena.

## Palmarès
- Primo posto 2011, fase di preselezione europea, Malta
- 2008 Primo posto, mini torneo, Macedonia
- 2007 - Primo posto, Christiansen, Norvegia
- 2007 - Terzo posto, Norway Cup, in Oslo